# Adrian C. Peterson
Adrian Crispin Peterson, född 2 september 1835 i Grava i Värmland, död 16 augusti 1912 i Vasa församling i Göteborg, var en svensk arkitekt och kommunpolitiker. 
Peterson ritade över trettiofem nybyggnader av kyrkor, främst i Bohuslän och Halland, förutom ombyggnader och restaureringar. Han var emellertid upphovsman till många profana byggnader. Sedan 1872, då han bosatte sig i Göteborg, var han arkitekten bakom en stor mängd byggnader där.

## Biografi
Föräldrarna Petter Peterson och Maria Christoffersdotter var torpare bosatta i Grava i Värmland, men fadern arbetade på 1840-talet som murare i Karlstad dit de flyttar 1848. Peterson var elev vid läroverket i Karlstad från 1849 och efter avslutade studier där kom han in vid Chalmerska slöjdskolan i Göteborg. Där avlade han 1858 examen i arkitektur. De två följande åren hade han anställning som assistent vid Adolf Wilhelm Edelsvärds arkitektkontor i Göteborg. Här fick Peterson medverka till att inreda Hagakyrkan och delta i andra kyrkobyggnadsprojekt. Edelsvärd uppskattade Peterson och i synnerhet hans goda teckningsförmåga. 
Tiden 1861–1866 studerade Peterson vid Akademien för de Fria Konsterna (FrKA) i Stockholm, där han hade professor Fredrik Wilhelm Scholander som lärare. Under studietiden gifte han sig den 3 januari 1864 i Stockholm med Hilda Josefina Lundberg (1840–1911) och de fick en dotter och två söner. Han blev antagen som extraordinarie konduktör vid Överintendentsämbetet, fast utan lön. Tjänsten medförde emellertid förtur till uppdrag och andra fördelar. 
Han arbetade från 1867 som arkitekt i Uppsala. Han övervakade bygget av Katedralskolan i Uppsala 1867–1869, vilken hade ritats av Scholander. Peterson bodde i en lägenhet mittemot skolan och han ritade hela inredningen av skolsalar och även bostäderna för rektor och eldare. Flera möbler finns idag bevarade på Katedralskolans vind. Han medverkade även vid ombyggnaden av flera nationshus på universitetet, exempelvis Västgöta nation, Uppsala nation, Västmanland-Dala nation samt ett förslag till nybyggnad för Snerikes nation.  Han sökte sig aktivt till Göteborg fast till en början utan framgång. 
Det första kyrkbygget som Peterson ritade blev Balingsta kyrka söder om Uppsala, vilka han färdigställde 1867. Under Uppsalatiden arbetade han även med restaurering av kyrkor, exempelvis flera projekt till inredning i Uppsala domkyrka. År 1872 öppnades en möjlighet att flytta till Göteborg, då han fick anställning vid det företag som planerade och ledde utbyggnaden av bostäderna längs Kungsportsavenyen. Bolaget gick i konkurs och Peterson bildade då tillsammans med en byggmästare Nils Andersson & Co. Kompanjonskapet varade till 1883, varefter Peterson etablerade sig som självständig arkitekt, med kontor i eget hus vid Kungsportsavenyen 18. Han kom att under åren 1870–1910 bli en av Sveriges mest produktiva arkitekter.
Han var under resten av sitt liv huvudsakligen verksam i Göteborg och Västsverige. Han var efterfrågad vid stora byggprojekt och ritade inte bara påkostade bostadshus utan även offentliga byggnader, sociala institutioner och utställningsbyggnader. Han var arkitekt för en betydande del av nybyggnationen i Göteborg på 1870- och 1880-talet och var även en produktiv kyrkoarkitekt. Han ritade över trettio kyrkor, främst i Göteborg, Bohuslän och Halland.       
Peterson var ledamot av Göteborgs stadsfullmäktige 1885–1904, av byggnadsnämnden 1895–1902 och av styrelsen för Slöjdföreningens skola 1874–1906. Peterson blev riddare av Vasaorden 1890.
Han fick 2004 Adrian Petersons Gångväg i stadsdelen Heden uppkallad efter sig.

## Byggnadsverk av Adrian C. Peterson
Nedan följer en lista över några av de byggnader, som uppförts efter Adrian C. Petersons ritningar eller som har byggts om enligt dessa.

### Kyrkor

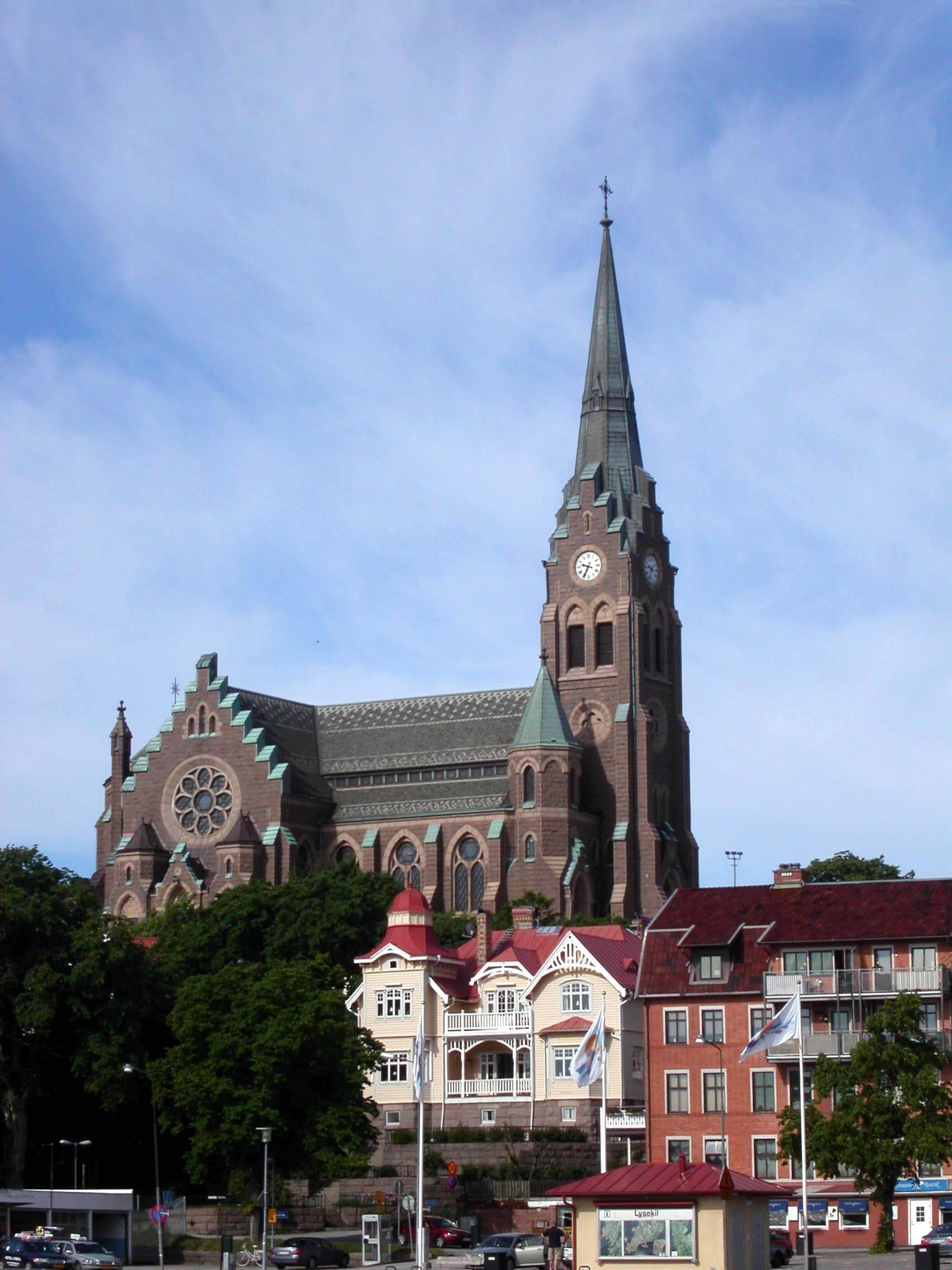
Lysekils kyrka (1901).

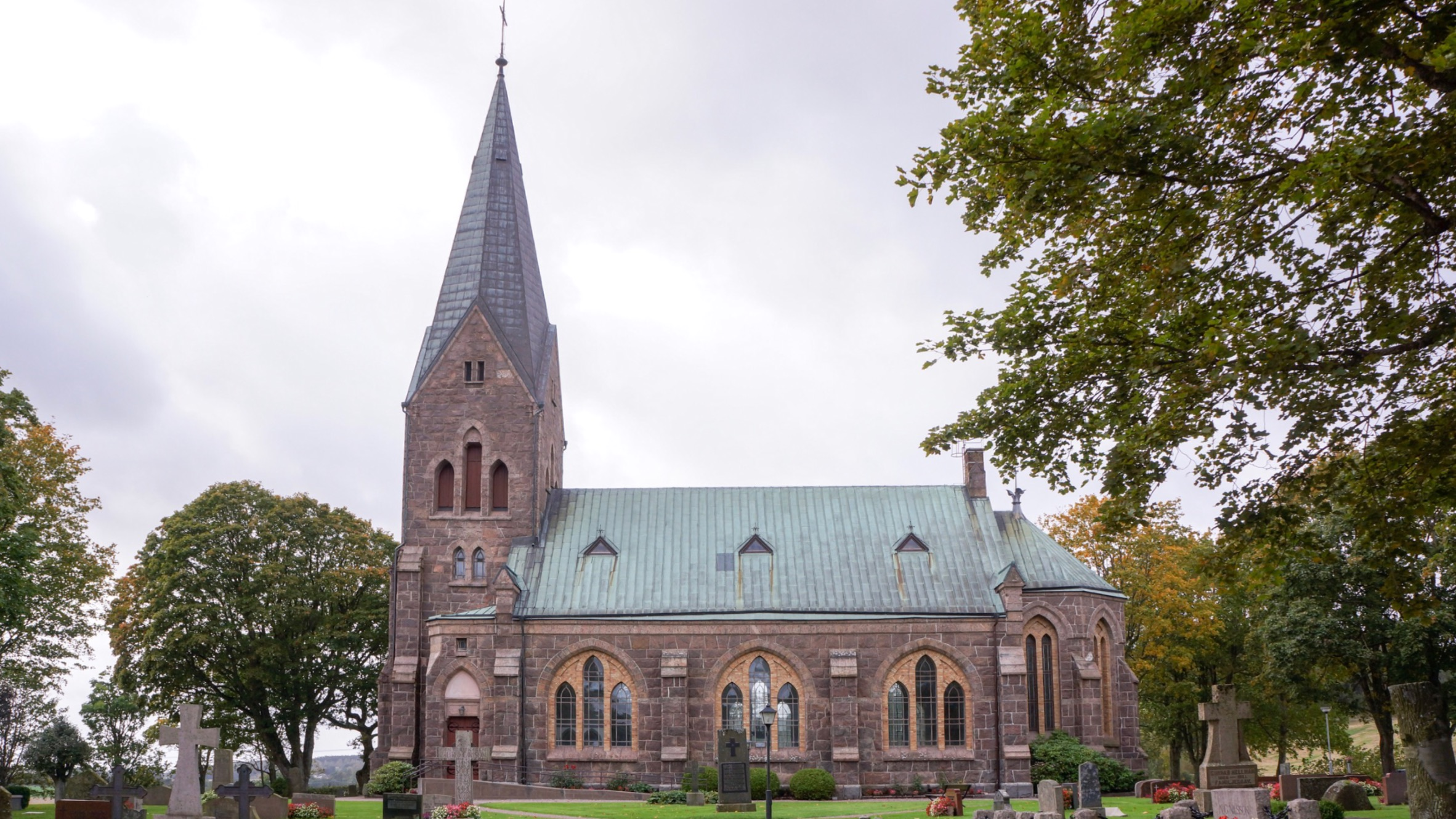
Alfshögs kyrka (1903).

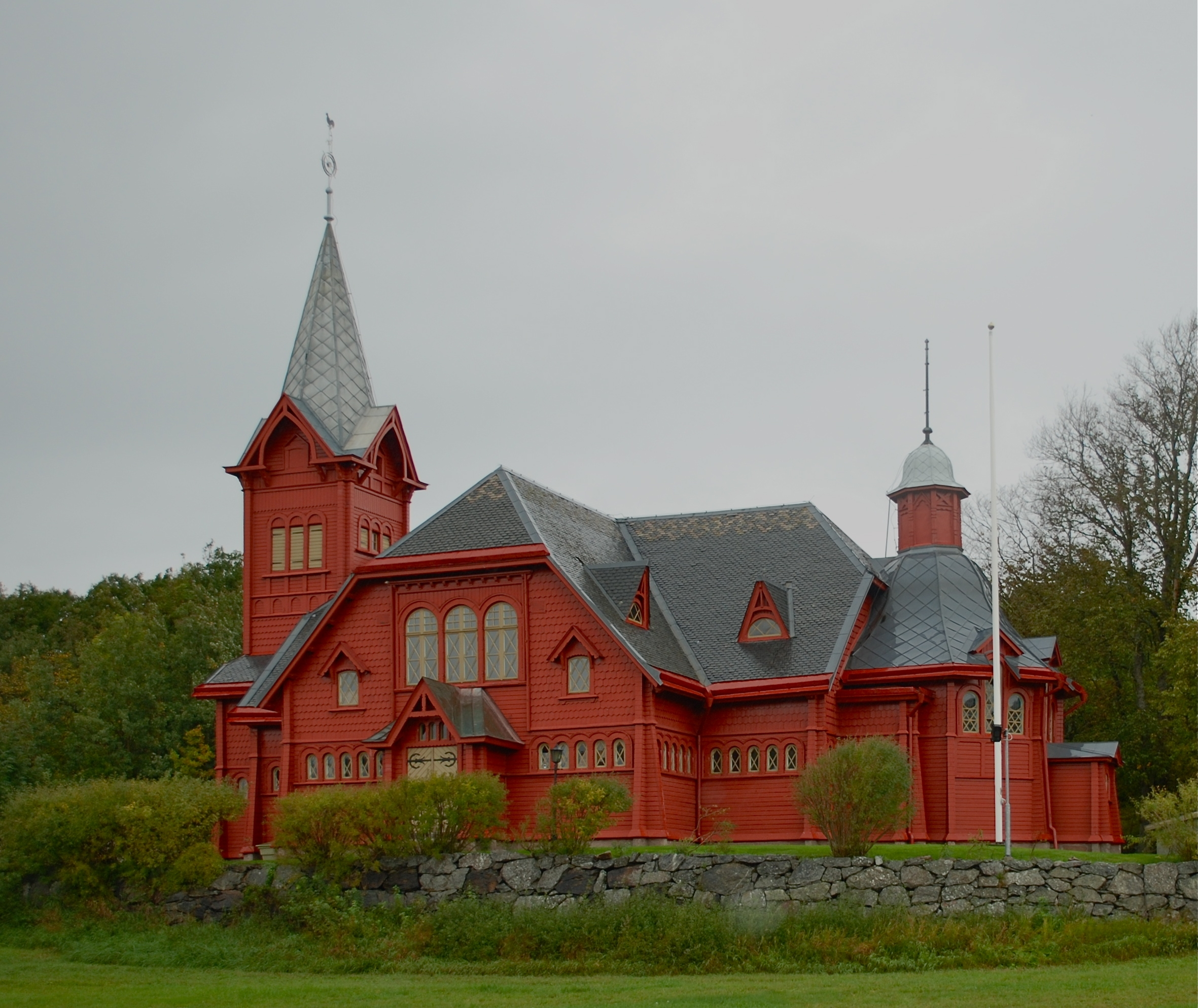
Hälleviksstrands kyrka (1904).

Första årtal anger då slutgiltigt utförda ritningar godkänts.
- 1867 – Balingsta kyrka. Invigd 1872. Riven 1934.
- 1868–72 – Uppsala domkyrka, ombyggnadsförslag samt ny orgelfasad
- 1876 – Tådene kyrka. Invigd 1880.
- 1877 – Kungshamns kyrka. Invigd 1880.  Brann 1901. Återuppbyggd 1902–1904.
- 1878 – Lundby nya kyrka. Invigd 1886. Brann 1993.
- 1880 – Sankt Pauli kyrka, Göteborg. Invigd 1882.
- 1882 – Förlanda kyrka. Långhustillbyggnad. Invigd 1887.
- 1882 – Lindome kyrka. Långhustillbyggnad och tornhuv. Invigd 1885.
- 1883 – Ölmevalla kyrka. Delprojekt. Grundläggande ritning av Ernst Jacobsson. Invigd 1886.
- 1885 – Fässbergs kyrka, Mölndal. Invigd 1887.
- 1886 – Sunne kyrka, Värmland. Återuppbyggnad. Invigd 1888.
- 1886 – Örgryte nya kyrka. Invigd 1890.
- 1887 – Tegneby kyrka. Delprojekt. Långhustillbyggnad efter ritningar av Carl Möller. Invigd 1892.
- 1888 – Grebbestads kyrka. Invigd 1892.
- 1889/1892 – Fjällbacka kyrka. Invigd 1893.
- 1889 – Okome kyrka. Invigd 1891.
- 1890/1896 – Fryksände kyrka. Invigd 1898.
- 1890 – Falkenbergs kyrka. Invigd 1892.
- 1891 – Köinge kyrka. Invigd 1896.
- 1891 – Hanhals kyrka. Invigd 1894. Brann 1936. Riven 1956.
- 1892 – Vinbergs kyrka. Invigd 1899.
- 1893 – Gödestads kyrka. Invigd 1897.
- 1894 – Hälleviksstrands kyrka. Invigd 1904.
- 1896 – Västerlanda kyrka. Torntillbyggnad. Invigd 1898.
- 1896 – Lysekils kyrka. Invigd 1901.
- 1897 – Alfshögs kyrka. Invigd 1903.
- 1897 – Bokenäs nya kyrka. Invigd 1901.
- 1896 – Hishults kyrka. Invigd 1902.
- 1897 – Fors kyrka, Sjuntorp. Västtillbyggnad. Invigd 1901. Riven 1951.
- 1897 – Ornunga kyrka. Invigd 1906.
- 1898 – Högsäters kyrka. Invigd 1902.
- 1898 – Hjärtums kyrka. Tillbyggnad av torn och sakristia. Invigd 1901.
- 1899 – Seglora kyrka, Västergötland. Delprojekt. Uppförd efter ritning av Ludvig Peterson. Invigd 1903.
- 1902 – Sundals-Ryrs kyrka. Invigd 1906.
- 1903 – Edsleskogs kyrka. Delprojekt. Uppförd efter ritning av Erik Lallerstedt. Invigd 1905.
- 1903 – Smögens kyrka. Invigd 1905.
- 1903 – Kinnarumma kyrka. Invigd 1907. Riven 1942.
- 1903 – Spekeröds kyrka. Tvärskeppstillbyggnad. Invigd 1905.
- 1905 – Svenneby kyrka. Delprojekt. Interiör. Invigd 1916.
- 1912 – Villa Ramsäter. Färdigt 1912.

### Profana byggnader

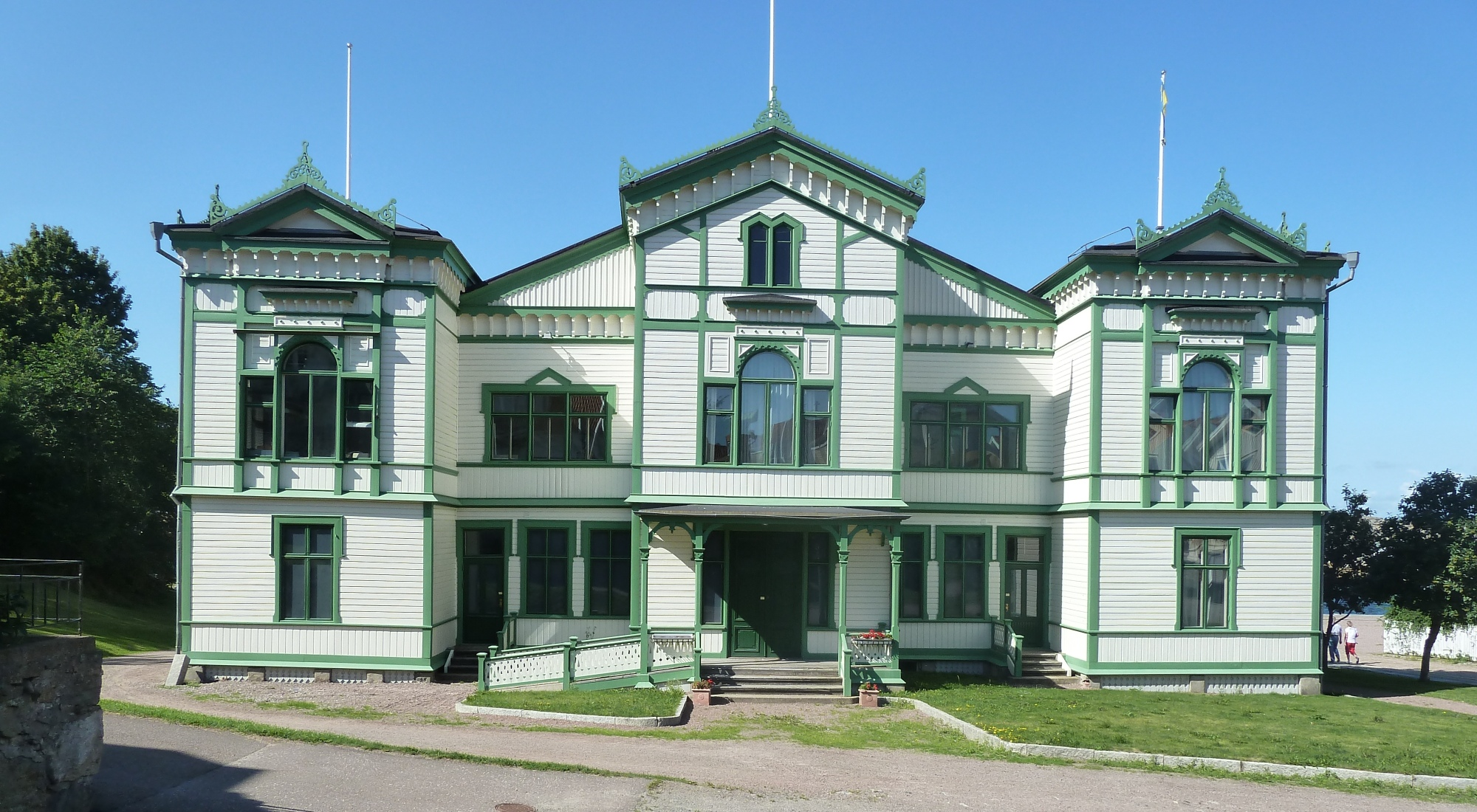
Societetshuset i Marstrand (1886).

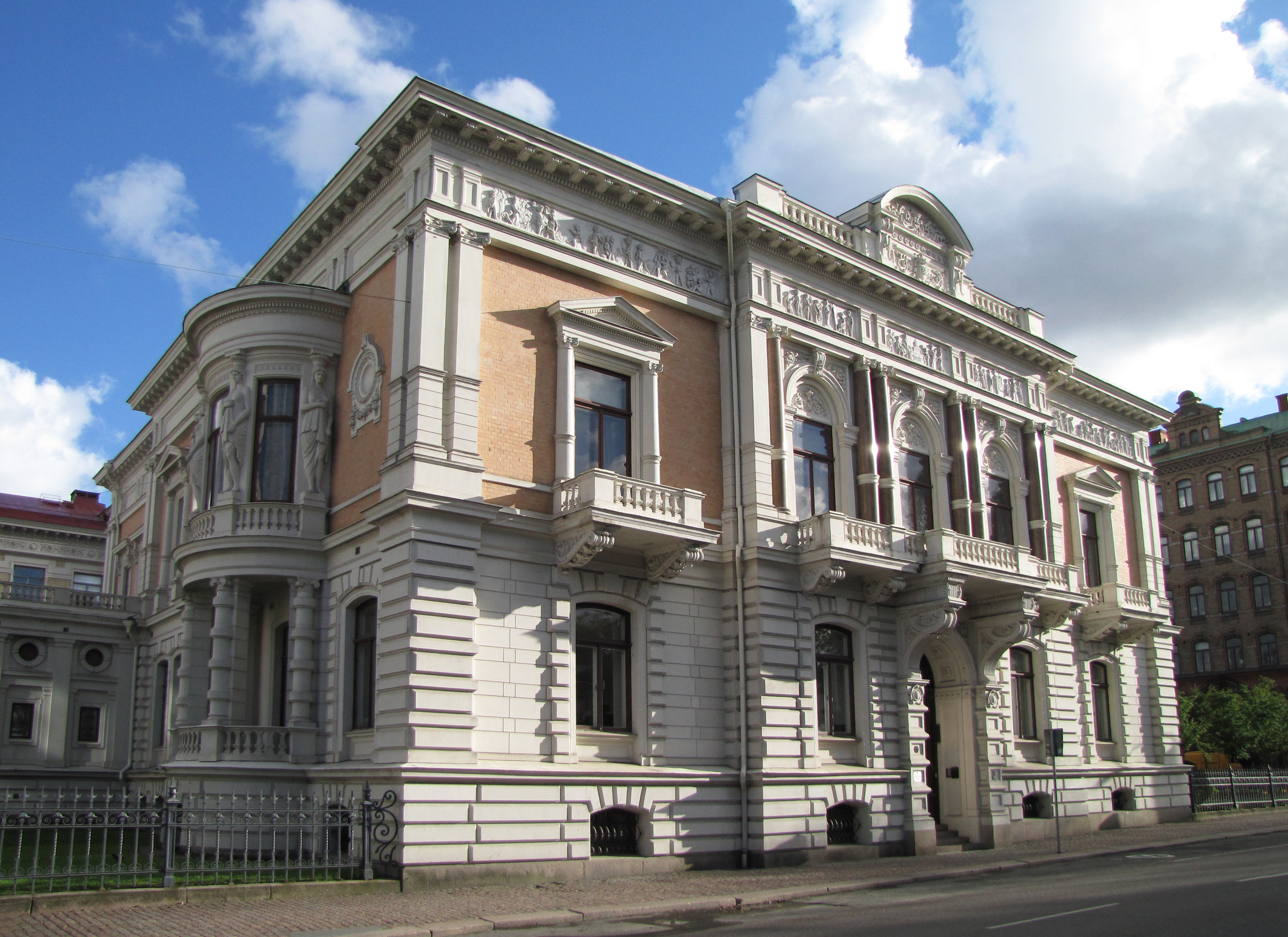
Wernerska villan i Göteborg (1889).

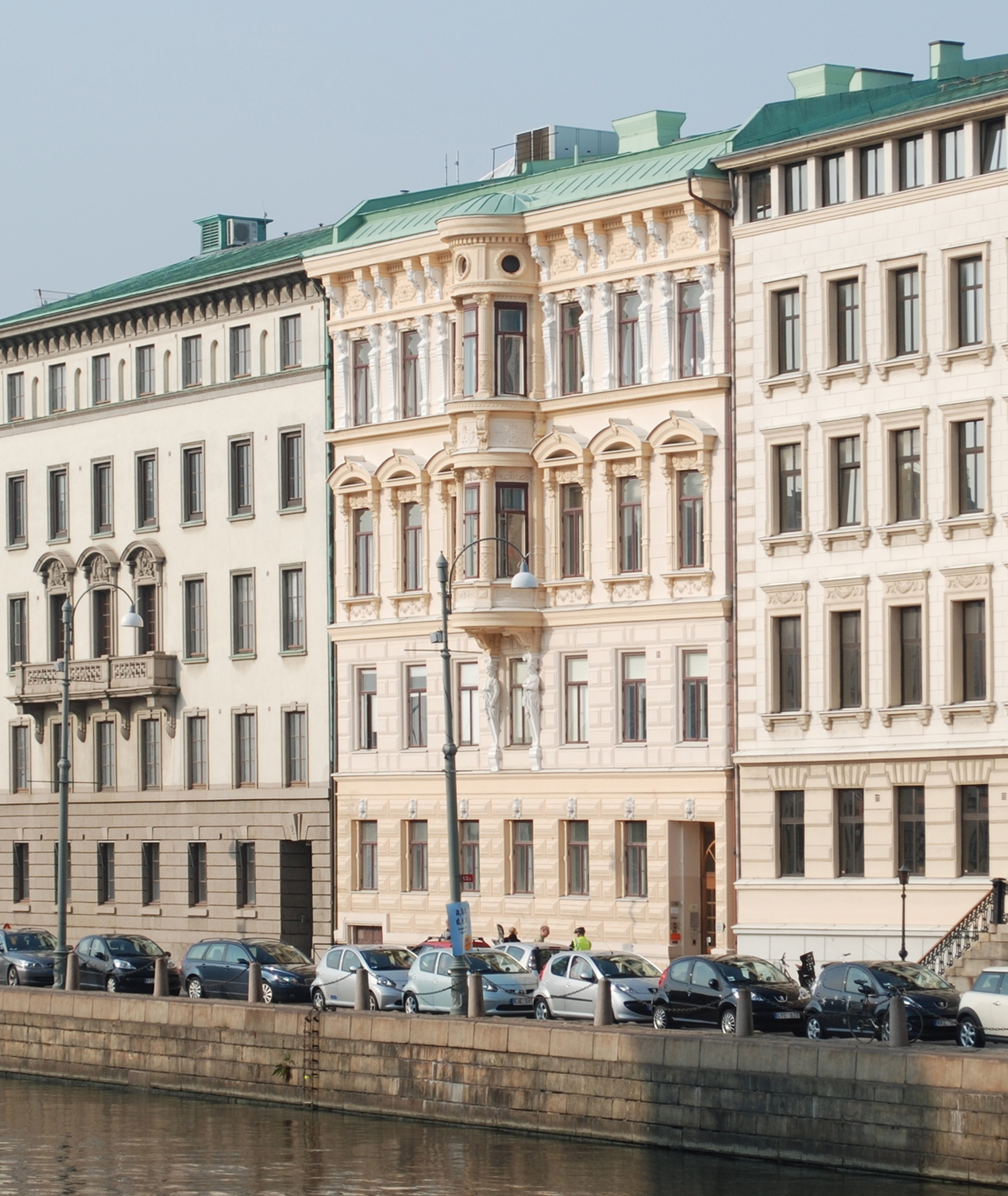
Gamla Tullen, även Malmska huset i Göteborg. (1883).

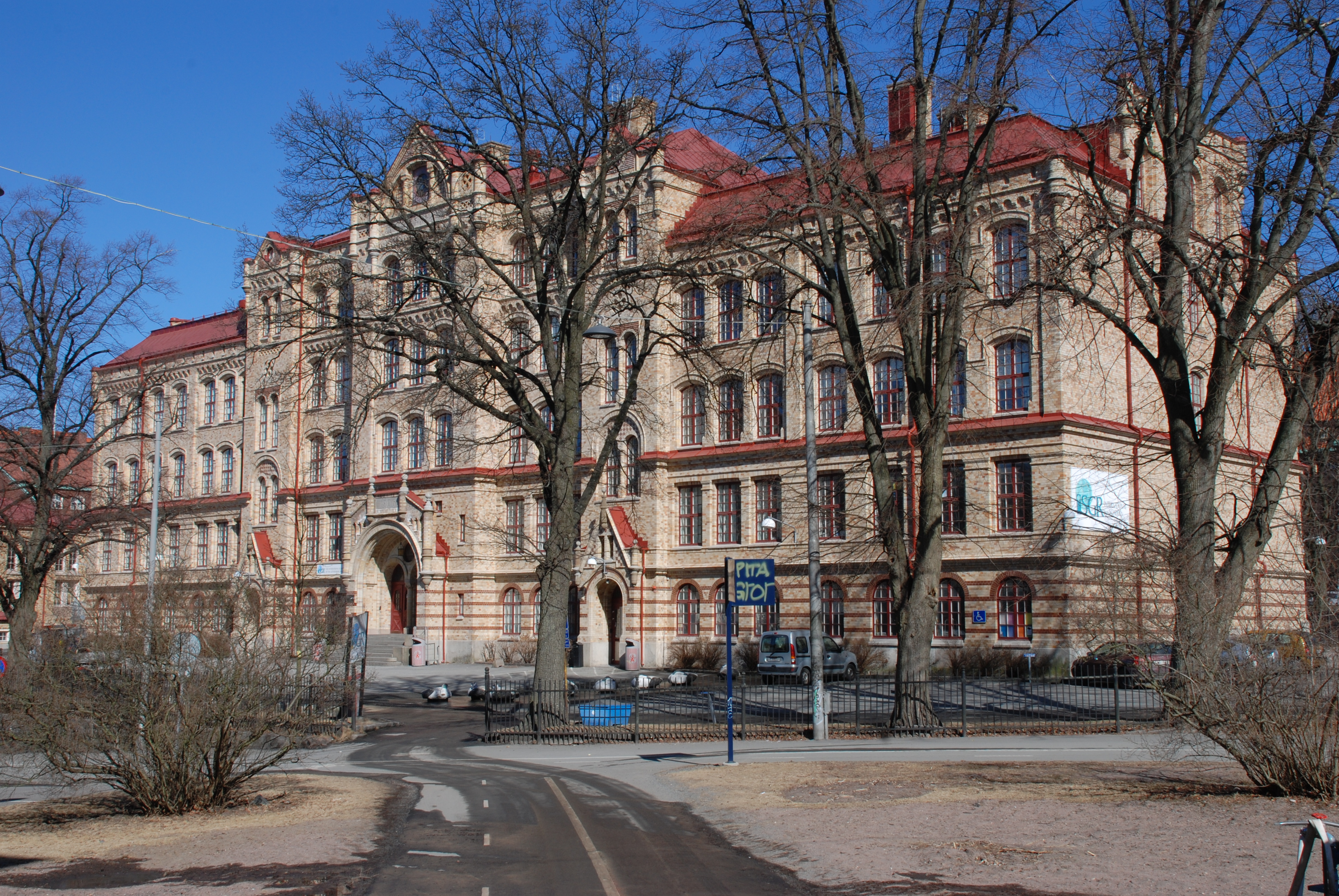
Götabergsskolan i Göteborg (1906).

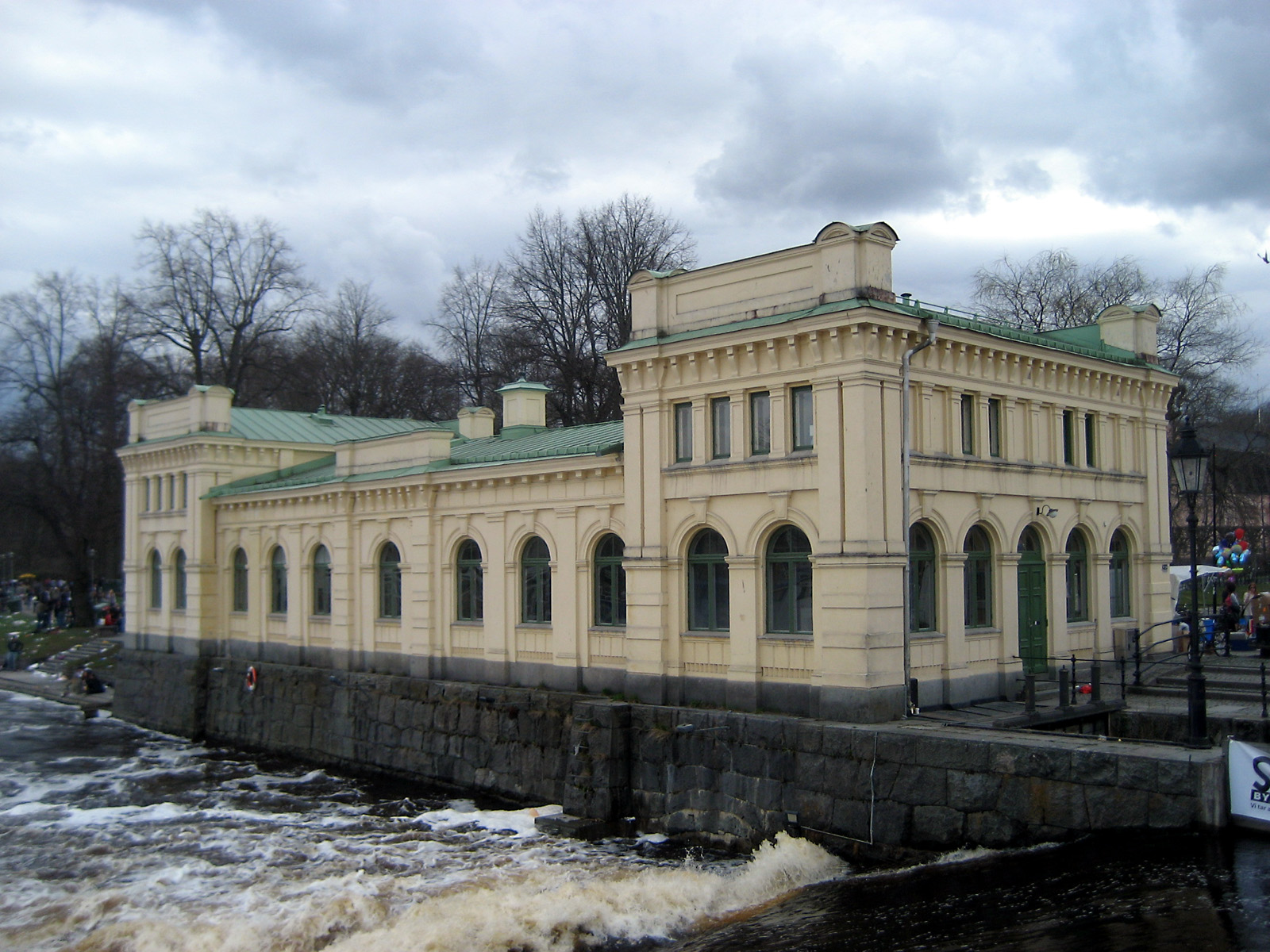
Pumphuset i Uppsala (1875).

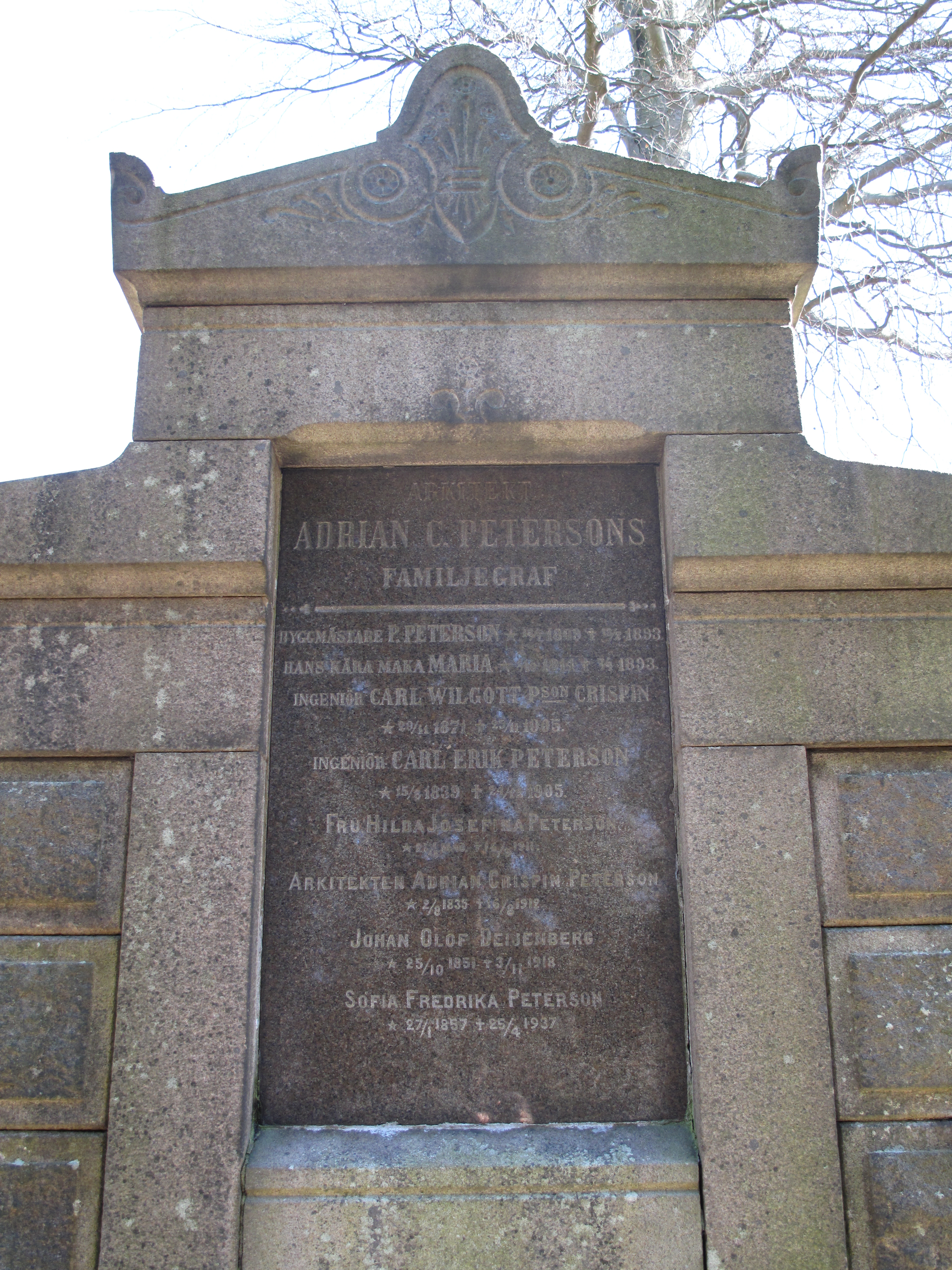
Adrian Crispin Petersons familjegrav på Östra kyrkogården i Göteborg.

#### Göteborg
- Heymanska villan, Vasagatan 16, (1874), byggnadsminne 2014.
- Hasselbladhuset, Östra Hamngatan 1–3 (stod klart 3 januari 1876)
- Abrahamsonska Affärspalatset för August Abrahamson på Östra Larmgatan 16 (1878)
- Annedals småbarnskola (1880)
- Småbarnsskolan, Folke Bernadottes gata 4 (stod klart 3 juni 1880)[12]
- Göta Coldinu-Ordens hus, Bellmansgatan 7–9 (stod klart 17 oktober 1880)
- Kvarteret Örup, Kungsportsavenyen 16–22 (1880–1884), byggnadsminne 1985 och 2001.
- Handelsinstitutet, Läroverksgatan (stod klart 11 januari 1882).
- Eduard Magnus minne, Viktoriagatan 13 (stod klart 15 mars 1882 och revs 1951)
- Malmska huset, Norra Hamngatan 4 (1883)
- Boije och Hjorts hus (vin- och sprithandel), Hvitfeldtsplatsen 9, (stod klart 1883 och revs 1976).
- Sjömanshemmet, Masthuggstorget, (stod klart 9 september 1886 och revs 1942)
- Epidemisjukhuset, Seminariegatan (stod klart 18 november 1886)
- Restaurang Trädgårn, "Konsertsalongen", (stod klar 14 april 1887, nedbrunnen 1965)
- Wijkska palatset/Wernerska villan, Parkgatan 25, (stod klar 9 oktober 1889), byggnadsminne 1968.
- Nya Elementarläroverket för flickor, Engelbrektsgatan 1 (stod klart 10 april 1890), byggnadsminne 1990
- Landalaskolan, Molinsgatan 23, (stod klar 18 juni 1892)
- Majornas småbarnsskola, Karl Johansgatan 50 (stod klar 1 oktober 1892).
- Holtermanska sjukhuset, Holtermansgatan 1 (stod klart 1894 och blev nerlagt 1960).
- Landala vattentorn, Övre Besvärsgatan (1894)
- Oscar Fredriksskolan, Fjällgatan 1 (stod klar 25 september 1897)
- Lundby kommunalhus, Ceresgatan (stod klart i oktober 1897. Polisstation 1929–1984)
- Kjellbergska flickskolan, Södra vägen 23 (1898, riven 1967)
- Utsikts- och vattentornet i Slottsskogen i  Masthuggsbergen/Stigbergsåsen, i folkmun kallad "kikaren",[13] (stod klart 1899), tillsammans med sin son Carl Crispin
- Västgötabanans stationshus, Lilla Bommen, (stod klart 16 juli 1900 och revs 1965)
- Kvibergsskolan, Artillerigatan, (stod klar 1 september 1901 och revs 1959)
- Götabergsskolan, Molinsgatan 6, (stod klar 17 november 1906)

#### Uppsala
- Balingsta kyrka, 1867
- Engelska villan, Trädgårdsgatan 1, 1887
- Pumphuset, invigt 1875
- Katedralskolans rektorsbostad, vaktmästarställe och inredning av Katedralskolan1869
- Uplands nation, ombyggnad 1871
- Västgöta nation, ombyggnad 1871
- Smålands nation, ombyggnad 1868
- Västmanland-Dala nation, ombyggnad 1870
- Uppsala universitets folkskola, ombyggnad 1871
- Östgöta nation, nybyggnadsförslag (ej genomfört)
- Snerikes nation, nybyggnadsförslag (ej genomfört)
- Carolina Redivia, ombyggnadsförslag (ej genomfört) 1872
- Erik Anderssons gård, nybyggnad 1870 (varav gårdsbyggnaden finns kvar på gården till Kyrkogårdsgatan 5)
- Hotell Gillet, om- och påbyggnad
- Uppsala slott, ombyggnad (ej genomfört)

#### Andra platser
- Alingsås – Nolhaga slott, 1879
- Arvika – Westra Wermlands Sparbank, 1907–1910
- Borås – Borås Öfwre (järnvägsstation), om- och tillbyggnad, 1880–1881
- Borås – Borås enskilda bank, kvarteret Medea, 1894
- Borås – Borås centralstation, 1894) tillsammans med sonen Carl Crispin, byggnadsminne 2001
- Halmstad – Norra Station, det äldre stationshuset vid Norre Katts park, 1889
- Helsingborg – Helsingborgs teater (riven)
- Kållered – Skol- och vårdhemmet i Stretered, 1907
- Societetshuset i Marstrand
- Mölnlycke – Wendelsbergs folkhögskola[14]
- Råbäck – Råbäcks turisthotell, Götene kommun, omkring 1880, riven 1982)
- Stockholm - Göteborgs Folkskolors monter till Allmänna konst- och industriutställningen 1897[15]
- Trollhättan – Villa Elfhög, 1880
- Vadstena – Vadstena klosterkyrka, orgelfasad, 1897
- Varberg – Societetshuset
- Åre – Rensjösäterns jaktvilla, 1890, byggnadsminne 1991
- Samtliga stationshus vid Västergötland–Göteborgs Järnvägar, invigda 1900[16]